# Claude Balier
Pour les articles homonymes, voir Balier.
Claude Balier né 23 mai 1925 à Fécamp et mort 18 mai 2013 à Courbevoie, est un psychiatre, psychogériatre, psychiatre ayant exercé en milieu pénitentiaire et psychanalyste français. 

## Biographie

### Jeunesse et formation
Né à Fécamp, il est atteint d'asthme qui entraîna son placement en internat près de la mer et loin de sa mère, dans des circonstances dont il parle dans ses réflexions psychanalytiques sur l'asthme. 
Il a fait ses études de médecine à Rouen peu après la Deuxième Guerre mondiale ; il y rencontre Philippe Paumelle, qui créera plus tard l'Association du secteur psychiatrique du 13e arrondissement de Paris. 
Il fait son internat des hôpitaux dans une période marquée par l'influence de la psychanalyse et l'engagement communiste de nombre de psychiatres voulant transformer l'hôpital psychiatrique pour l'humaniser. 
C'est à 39 ans qu'il se lance dans la formation analytique au sein de la Société psychanalytique de Paris avec comme analyste Evelyne Kestemberg, cure qui lui permettra notamment de se débarrasser définitivement de son asthme[réf. nécessaire]. 
Il s'est installé à Paris où il travaille comme gérontopsychiatre dans le 13e arrondissement et comme psychanalyste, il rencontre des analystes connus qui l'influenceront, notamment Serge Lebovici et René Diatkine.
En 1999, il reçoit le prix Maurice-Bouvet.

### Psychiatre des hôpitaux à Grenoble
C'est dans les années 1970 qu'il vient s'installer à Grenoble comme psychiatre des hôpitaux exerçant en prison (maison d'arrêt de Varces-Grenoble) où son travail clinique, théorique et comme formateur, contribuera à lui donner une renommée en matière de violence, de conduites délinquantes, etc..